# Millot Frères

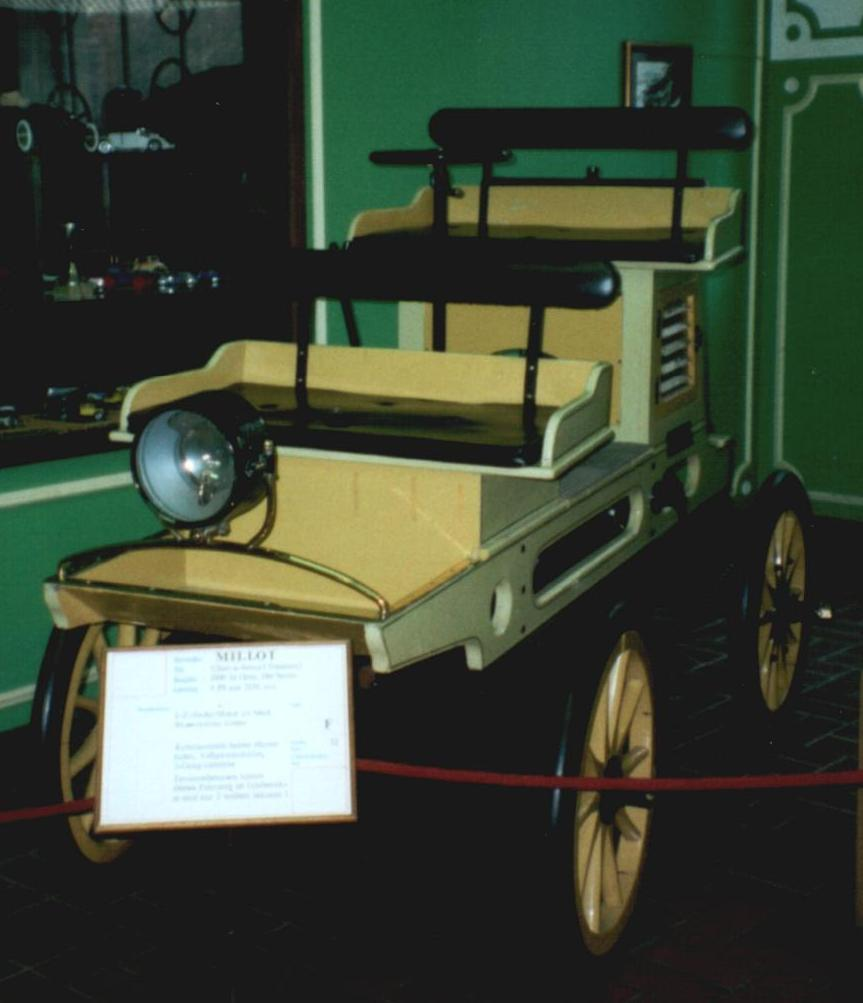
Millot von 1900

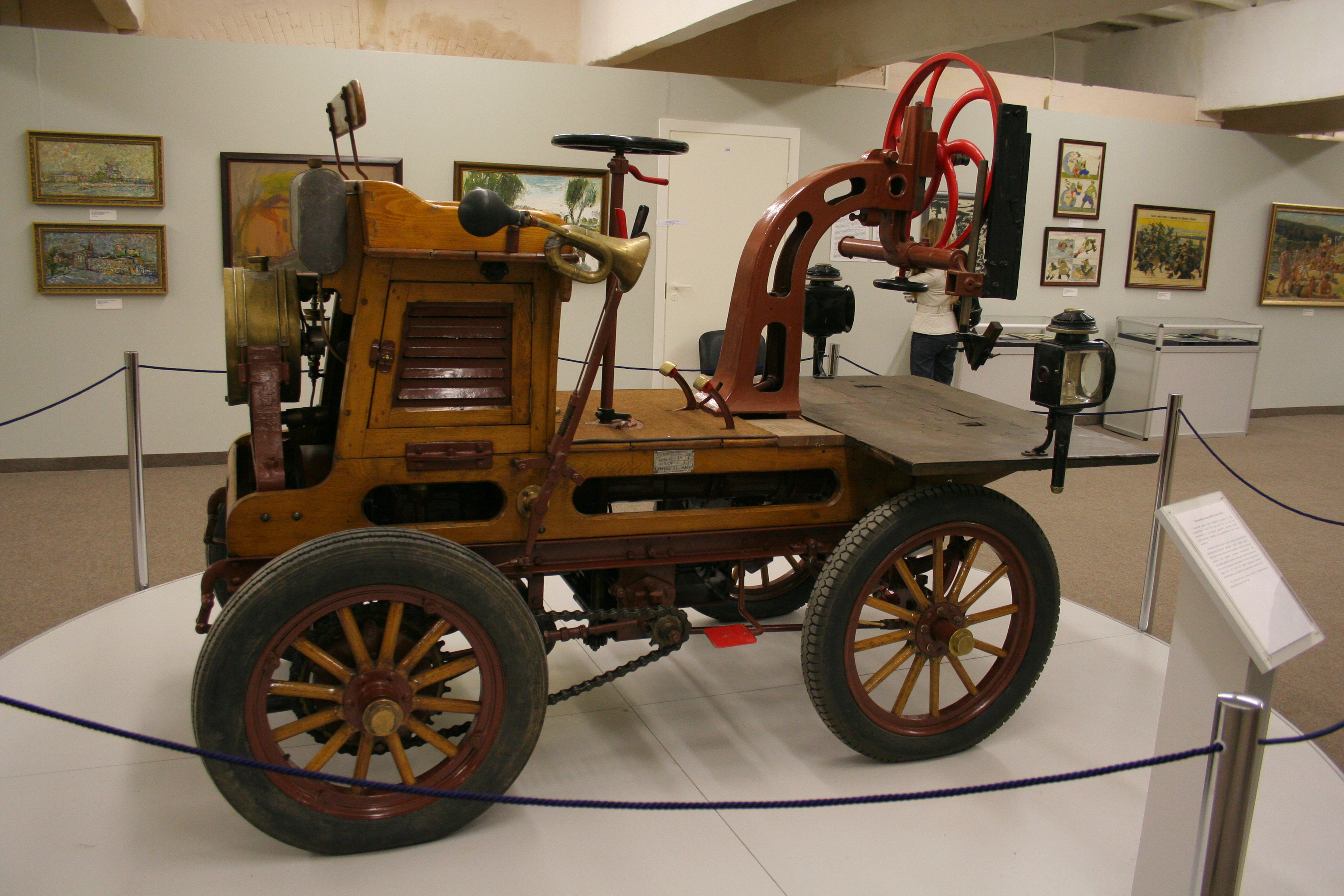
Automobile Bandsäge von Millot in einem Moskauer Museum

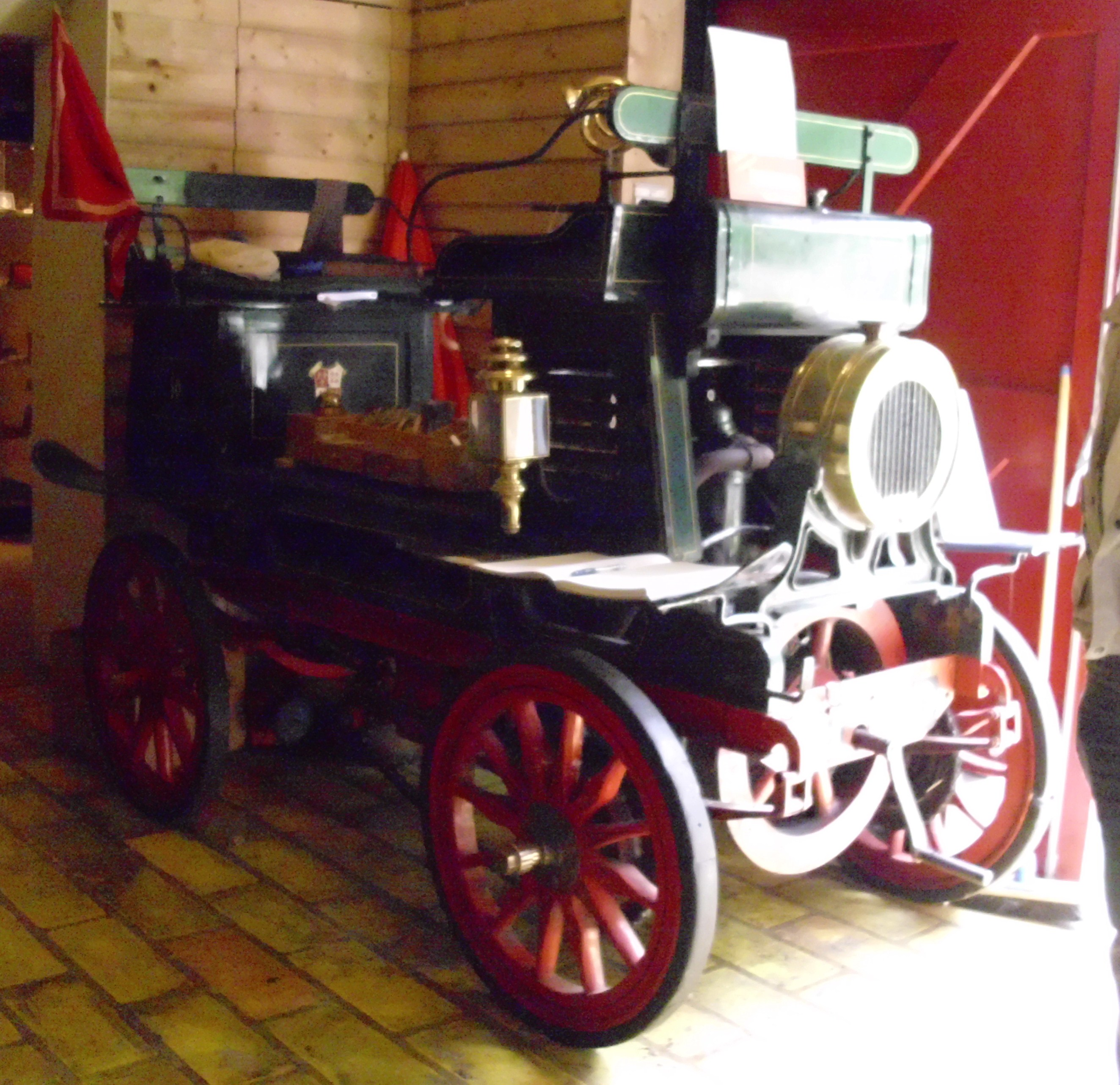
Millot im Nobels Nostalgisch Museum

Millot Frères war ein französisches Unternehmen.

## Unternehmensgeschichte
Das Unternehmen wurde 1805 in Gray zur Produktion von landwirtschaftlichen Geräten gegründet. 1892 ergänzten Stationärmotoren das Sortiment. Um 1900 beschäftigte das Unternehmen etwa 1000 Personen. Zwischen 1900 und 1902 entstanden auch Automobile. Nach 1945 waren die Geschäfte rückläufig. Der Traktoren- und Lastwagenhersteller Labourier übernahm das Unternehmen. Millot blieb zunächst als kleine Werkstatt innerhalb von Labourier bestehen und beschäftigte 1987 noch 10 Personen. 1990 kam das endgültige Aus für Millot.

## Fahrzeuge
Der Ursprung der Automobile waren fahrbare Motorsägen. Das erste Modell besaß einen Zweizylindermotor, der liegend angeordnet war, und über Kette die Hinterräder antrieb. Die Motorleistung betrug wahlweise 6 PS oder 8 PS. Es folgte ein Vierzylindermodell mit 12 PS Leistung in der Karosserieform Tonneau. 1902 kamen ein Vierzylindermodell mit 8 PS Leistung sowie ein Einzylindermodell mit 9 PS Leistung dazu.
Laut Quellen existieren noch drei Fahrzeuge. Die tatsächliche Zahl liegt allerdings höher:
- Das inzwischen aufgelöste Raule Automobil-Museum aus Eppstein stellte 1998 ein Fahrzeug aus.
- Das inzwischen aufgelöste Automuseum Bad Sassendorf aus Bad Sassendorf stellte 1999 ein Fahrzeug aus.
- Das Oldtimer-Museum Kröpfl aus Hartberg stellte 2000 ein Fahrzeug aus, 2013 allerdings nicht mehr.
- Im inzwischen aufgelösten Automuseum des Autotron in Rosmalen war 2002 ein Fahrzeug ausgestellt.
- Im Musée de la Commanderie in Viâpres-le-Petit stand 2002 ein Fahrzeug.
- Die Oldtimer Galerie International GmbH aus Toffen präsentierte 2010 und 2012 ein Fahrzeug.
- Im Fahrzeugmuseum Marxzell in Marxzell steht ein Fahrzeug.
- In einem Moskauer Museum steht ebenfalls ein Fahrzeug.
- Im Nobels Nostalgisch Museum in Ballum auf der niederländischen Insel Ameland steht ein Fahrzeug, das 1967 am London to Brighton Veteran Car Run teilnahm.